# Bé semovent

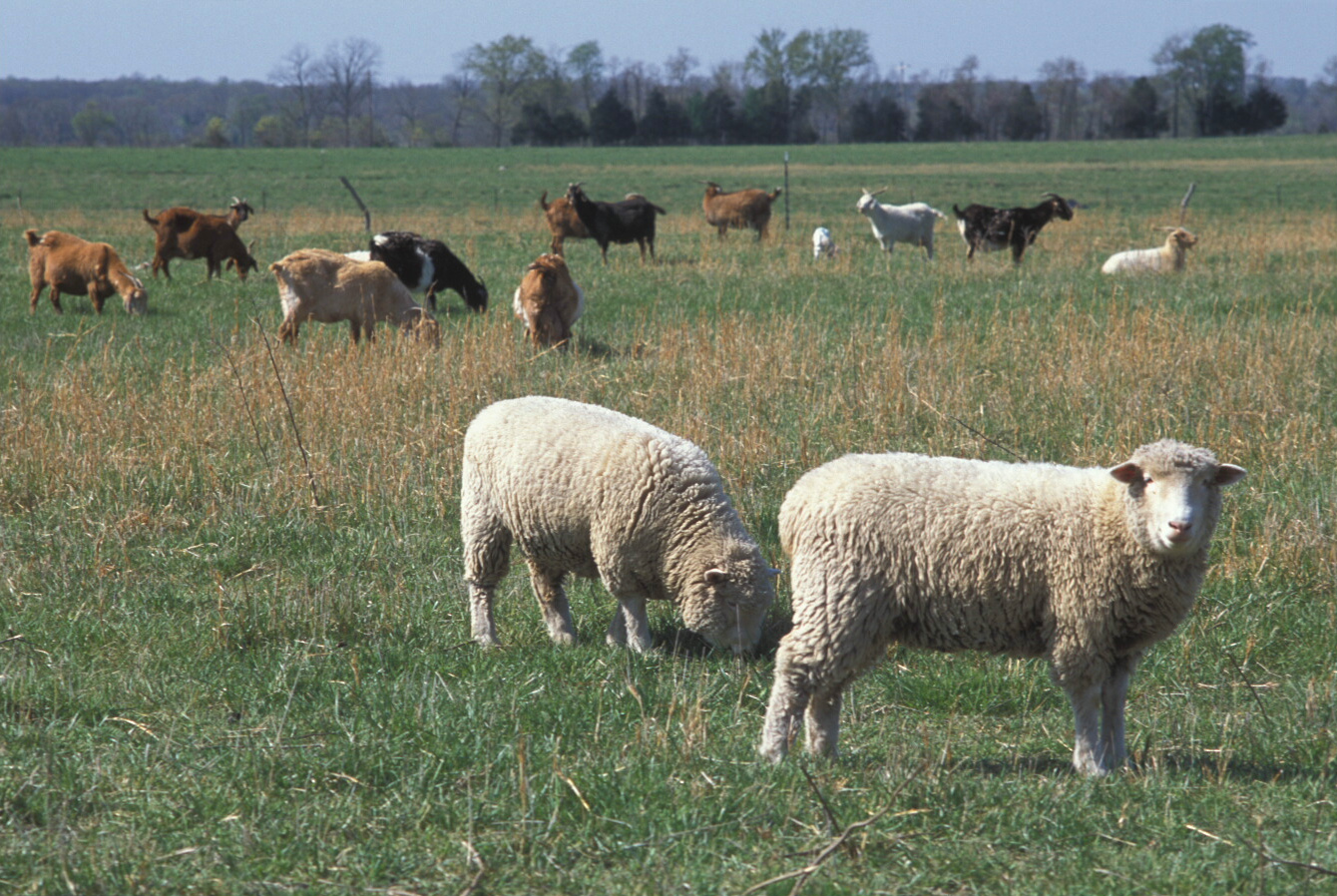
Animals domèstics, béns semovents del propietari del ramat.

Bé semovent és un terme jurídic que es refereix a aquella part del patrimoni del subjecte del dret, o un component del mateix, que és capaç de moure's per si sol. La condició de semovents la representen els animals en producció econòmica, en definitiva, el que són els caps de bestiar. Tradicionalment, també integraven aquesta categoria els animals de labor : cavalls, rucs, muls, etc.

## Codi civil
La seva classificació per se en l'àmbit de les coses, des de l'òrbita jurídica, no es consideren ni béns mobles ni immobles ja que pertanyen a la categoria especial ja esmentada (vegeu l'article 335 del Codi civil espanyol). Altres ordenaments els assimilen a béns mobles (per exemple Xile, segons l'art. 567 del C. Civil xilè).

## Altres països
Al Codi Civil, de Venezuela allò relatiu a l'adquisició mitjançant l'ocupació, l'art. 610; sobre recuperació i reclamació, l'art, 612; sobre possessió, l'art. 465. Al contracte de compravenda l'objecte del qual consisteixi en animals, veure l'art. 1494 en matèria de nul·litat per malaltia i l'art. 1497 en qüestió de responsabilitat del venedor, i per resoldre qüestions de vicis ocults veure arts. 1491 i 1496.
El dret real d'ús, quan recau sobre el bestiar o els animals en general, cfr. art. 426 del Codi Civil esmentat.